# Florence Laborderie
Florence Laborderie, née le 7 septembre 1969, est une gymnaste artistique française.
Aux Championnats de France 1984, elle termine deuxième du concours général individuel, et remporte les finales du saut, de la poutre et du sol. En 1985, elle est championne de France au sol et deuxième en saut.
Elle dispute à l'âge de 14 ans les Jeux olympiques d'été de 1984 à Los Angeles, terminant 28e du concours général individuel.